# Najla Mohamed-Lamin
Najla Mohamed-Lamin (Esmara, 1989) es una activista de derechos humanos y profesora saharaui especializada en los derechos de la mujer y temas medioambientales. Es fundadora del Almasar Library Centre, que educa sobre el cambio climático a mujeres y niños residentes en campos de refugiados saharauis. En 2023, fue reconocida como una de las 100 mujeres más relevantes del año por la BBC.

## Trayectoria
Su familia originaria de Mahbes en el Sahara Occidental, huyó del país al inicio de la Guerra del Sahara Occidental en 1975, entre el Frente Polisario, en el que militaba buena parte de la familia, y el Ejército Real de Marruecos. Najila nació y creció en Esmara, el mayor de los campos de refugiados saharauis de la provincia de Tinduf, Argelia, en una familia de once hermanos. Fue a la escuela en su localidad de origen, pero tuvo que abandonarla a los 14 años cuando su madre enfermó. Creció hablando árabe y aprendió español debido al estatus anterior del Sáhara Occidental como colonia española. Aprendió a hablar inglés con fluidez gracias a que a los 17 años empezó a estudiar en el Essalam English Centre en Esmara. Gracias a ello trabajó ocasionalmente como intérprete para delegaciones extranjeras que visitaban los campamentos.
Algunos de los miembros de estas delegaciones recaudaron de fondos para que Mohamed-Lamin pudiera formarse en el extranjero. Posteriormente, en el Whatcom Community College en Bellingham, Washington, cursó estudios de Género y desarrollo y de Desarrollo sostenible. Se graduó en 2018 con un título de asociado en transferencia de Ciencias aplicadas. Comenzó a ser políticamente activa en la adolescencia, como miembro de la Unión de la Juventud de Saguía el-Hamra y Río de Oro (UJSARIO). Representó a la organización en el extranjero, entre otros eventos en el 38.º Congreso del ala juvenil de los Demócratas de Suecia en 2015, durante el cual Stefan Löfven, entonces Primer Ministro de Suecia, reiteró el apoyo sueco a la autodeterminación saharaui. Durante su etapa de formación en Estados Unidos, Mohamed-Lamin fue vicepresidenta de la Asociación Saharaui de los Estados Unidos.
Tras graduarse de la universidad y regresar a Esmara, fundó el Almasar Library Centre con el objetivo de educar a las mujeres y los niños saharauis sobre asuntos medioambientales. También ha proporcionado recursos para el aprendizaje en la primera infancia, instalaciones de lectura y clínicas de salud para mujeres, que incluyen pruebas de detección de cáncer de mama. Desde el centro, ha ayudado a más de 200.000 refugiados a abordar problemas de inseguridad hídrica y alimentaria provocados por al cambio climático en el Sahara.
Como defensora de la autodeterminación saharaui, criticó a los países occidentales y a sus medios de comunicación por su silencio sobre el Sáhara Occidental tras el fin del alto el fuego de 1991 entre el Frente Polisario y Marruecos en 2020, especialmente en comparación con otros conflictos, como la invasión rusa de Ucrania. Su padre y hermanos se unieron al Ejército Popular de Liberación Saharaui tras el fin del alto el fuego, y uno de sus hermanos fue el único superviviente de un ataque con drones marroquíes en un campo de refugiados, en noviembre de 2022.
Mohamed-Lamin criticó a los países que comerciaban con Marruecos con exportaciones que originalmente provenían de tierras del Sahara Occidental, e incluso escribió una carta abierta a Nueva Zelanda sobre su compra de roca fosfórica al gobierno marroquí. Pidió a Marruecos respetar el Plan de Arreglo de 1991, que prometía un referéndum para el pueblo saharaui sobre si el Sáhara Occidental se convertiría en una parte autónoma de Marruecos o en un Estado independiente. Afirmó que los saharauis no desean ser marroquíes y describió la cultura saharaui como única respecto de la de Marruecos. Además, identificó el papel destacado que las mujeres podrían desempeñar en el establecimiento de un estado independiente del Sahara Occidental, citando su papel protagónico en el establecimiento y mantenimiento de campamentos de refugiados desde 1975.
Desde 2023, Mohamed-Lamin vive en un campamento de Esmara con sus hijos. En 2024, participó en XX Jornadas de Derechos Humanos y migraciones de Motril, en Granada.

## Reconocimientos
Sus artículos han sido publicados internacionalmente por The National Interest y Stuff. En 2023, la BBC la incluyó en su lista de las 100 mujeres más relevantes del planeta, en reconocimiento a su activismo en favor de las mujeres y los derechos ambientales.